# Козьє (Велізький район)
Козьє (рос. Козье) — присілок Велізького району Смоленської області Росії. Входить до складу Будницького сільського поселення.
Населення — 14 осіб (2007 рік). 